# Francuscy posłowie do Parlamentu Europejskiego 1999–2004
Francuscy posłowie V kadencji do Parlamentu Europejskiego zostali wybrani 13 czerwca 1999. Pod koniec kadencji jeden mandat przypadający CPNT pozostał nieobsadzony.

## Lista według przynależności do grup (stan na koniec kadencji)

### Grupa Europejskiej Partii Ludowej (Chrześcijańscy Demokraci) i Europejskich Demokratów
Wybrani z listy RPR-DL
- Jean-Pierre Bebear, poseł do PE od 28 czerwca 2002
- Joseph Daul
- Marie-Hélène Descamps, poseł do PE od 13 czerwca 2002
- Françoise Grossetête
- Marie-Thérèse Hermange
- Brice Hortefeux, poseł do PE od 15 września 1999
- Thierry Jean-Pierre
- Hugues Martin
- Anne-Marie Schaffner, poseł do PE od 28 czerwca 2002
- Margie Sudre
- Christine de Veyrac
- Dominique Vlasto, poseł do PE od 1 stycznia 2000

'Wybrani z listy Unii na rzecz Demokracji Francuskiej
- Jean-Louis Bourlanges
- Thierry Cornillet
- Francis Decourrière
- Janelly Fourtou
- Alain Lamassoure
- Philippe Morillon
- Marielle de Sarnez
- Françoise de Veyrinas, poseł do PE od 28 czerwca 2002

Wybrana z listy RPFIE
- Elizabeth Montfort

### Grupa Socjalistyczna w Parlamencie Europejskim
Wybrani z listy Partii Socjalistycznej
- Pervenche Berès
- Marie-Arlette Carlotti
- Danielle Darras
- Harlem Désir
- Jean-Claude Fruteau
- Olivier Duhamel
- Anne Ferreira, poseł do PE od 18 grudnia 1999
- Georges Garot
- Marie-Hélène Gillig
- Catherine Guy-Quint
- Adeline Hazan
- Catherine Lalumière
- Michel Rocard
- Gilles Savary
- Béatrice Patrie
- Bernard Poignant
- Martine Roure
- François Zimeray

### Grupa Europejskich Liberałów, Demokratów i Reformatorów
Wybrany z listy Unii na rzecz Demokracji Francuskiej
- Jean-Thomas Nordmann, poseł do PE od 3 lipca 2002

### Grupa Unii na rzecz Europy Narodów
Wybrani z listy RPFIE
- Isabelle Caullery
- Jean-Charles Marchiani
- Charles Pasqua
- Nicole Thomas-Mauro

### Grupa Zjednoczonej Lewicy Europejskiej – Nordyckiej Zielonej Lewicy
Wybrani z listy Francuskiej Partii Komunistycznej
- Sylviane Ainardi
- Yasmine Boudjenah
- Genevieve Fraisse
- Philippe Herzog, poseł do PE od 1 sierpnia 2000
- Fodé Sylla
- Francis Wurtz

Wybrani z listy LO i LCR
- Armonia Bordes
- Alain Krivine
- Arlette Laguiller
- Roseline Vachetta
- Chantal Cauquil

Wybrani z listy Partii Socjalistycznej
- Gérard Caudron
- Michel Dary
- Sami Naïr
- Michel Scarbonchi, poseł do PE od 5 kwietnia 2001

### Grupa Zielonych – Wolny Sojusz Europejski
Wybrani z listy Zielonych
- Danielle Auroi
- Alima Boumediene-Thiery
- Daniel Cohn-Bendit
- Marie-Françoise Duthu, poseł do PE od 11 lutego 2004
- Hélène Flautre
- Marie-Anne Isler-Béguin
- Alain Lipietz
- Gérard Onesta
- Didier-Claude Rod

### Grupa na rzecz Europy Demokracji i Różnorodności
Wybrani z listy Łowiectwo, Wędkarstwo, Przyroda, Tradycja
- Jean-Louis Bernié
- Yves Butel
- Alain Esclopé
- Véronique Mathieu
- Jean Saint-Josse

Wybrani z listy RPFIE
- William Abitbol
- Paul-Marie Coûteaux
- Florence Kuntz

### Niezrzeszeni
Wybrani z listy Frontu Narodowego
- Charles de Gaulle
- Bruno Gollnisch
- Carl Lang
- Jean-Claude Martinez
- Marie-France Stirbois, poseł do PE od 11 kwietnia 2003

Wybrani z listy RPFIE
- Georges Berthu
- Marie-France Garaud
- Thierry de La Perrière
- Dominique Souchet
- Alexandre Varaut, poseł do PE od 17 grudnia 1999

### Byli posłowie V kadencji do PE
- François Bayrou (wybrany z listy UDF), do 16 czerwca 2002
- Nicole Fontaine (wybrana z listy UDF), do 16 czerwca 2002
- François Hollande (wybrany z listy PS), do 17 grudnia 1999
- Robert Hue (wybrany z listy PCF), do 31 lipca 2000
- Roger Karoutchi (wybrany z listy RPR-DL), do 31 grudnia 1999
- Fabienne Keller (wybrana z listy UDF), od 17 czerwca 2002 do 2 lipca 2002
- André Laignel (wybrany z listy PS), od 28 marca 2001 do 4 kwietnia 2001
- Jean-Marie Le Pen (wybrany z listy FN), do 10 kwietnia 2003
- Marie-Noëlle Lienemann (wybrana z listy PS), do 27 marca 2003
- Alain Madelin (wybrany z listy RPR-DL), do 16 czerwca 2002
- Hervé Novelli (wybrany z listy RPR-DL), do 16 czerwca 2002
- Yves Pietrasanta (wybrany z listy Zielonych), do 2 lutego 2004
- Michel Raymond (wybrany z listy CPNT), do 1 kwietnia 2004
- Nicolas Sarkozy (wybrany z listy RPR-DL), do 14 września 1999
- Tokia Saïfi (wybrana z listy RPR-DL), do 6 maja 2002
- Philippe de Villiers (wybrany z listy RPFIE), do 16 grudnia 1999